# John Nilsson
Pour la arbitre suédois de football, voir John Nilsson (arbitre).
John Nilsson (né le 27 avril 1908 à Göteborg et mort le 1er décembre 1987 dans la même ville) est un joueur de football suédois.

## Biographie
On ne possède peu d’informations sur lui, mais on trouve quelques matchs internationaux arbitrés en 1947 (Norvège-Danemark), en 1949, en 1951 (Finlande-Norvège), en 1952 (1 match aux JO et deux matchs cette même année), en 1954 (1 match) et en 1962 (1 match).
Il a officié dans une compétition majeure : 
- JO 1952 (1 match)